# Ajmaline
L'ajmaline est un alcaloïde classé comme agent antiarythmique de classe I. Il est également connu sous les noms commerciaux Gilurytmal, Ritmos, et Aritmina. Il est le plus souvent utilisé en médecine pour mettre en évidence une surélévation du segment ST chez des patients suspectés d'avoir un syndrome de Brugada, maladie génétique rare responsable de mort subite. Il démasque aussi un trouble conductif infra-hissien.

Le composé a été isolé en Inde par Salimuzzaman Siddiqui en 1931 à partir des racines de Rauvolfia serpentina. Le composé a été nommé ajmaline en l'honneur de Hakim Ajmal Khan, un illustre praticien de la médecine yunâni en Asie du sud, qui chercha des traitements de l'épilepsie.
L'ajmaline peut être retrouvée dans plusieurs espèces du Rauvolfia ainsi que dans la pervenche de Madagascar. On retrouve des espèces du Rauvolfia en Asie du Sud-Est et dans les régions tropicales d'Inde, d'Afrique, d'Amérique du Sud et sur certaines îles océaniques. Ces plantes contiennent également d'autres alcaloïdes comme la réserpine, l'ajmalicine, la serpentine, la corynanthine, et la yohimbine.  Alors que 86 alcaloïdes ont été découverts dans le Rauvolfia vomitoria, l'ajmaline est principalement isolée dans l'écorce de la tige et dans les racines de la plante.
En raison de la faible biodisponibilité de l'ajmaline, une molécule dérivée (propyle semisynthétique) a été développée et appelée prajmaline (connu sous le nom commercial Neo-gilurytmal). La molécule produit des effets similaires à l'ajmaline mais a une meilleure biodisponibilité et une meilleure absorption.

## Mécanismes d'action

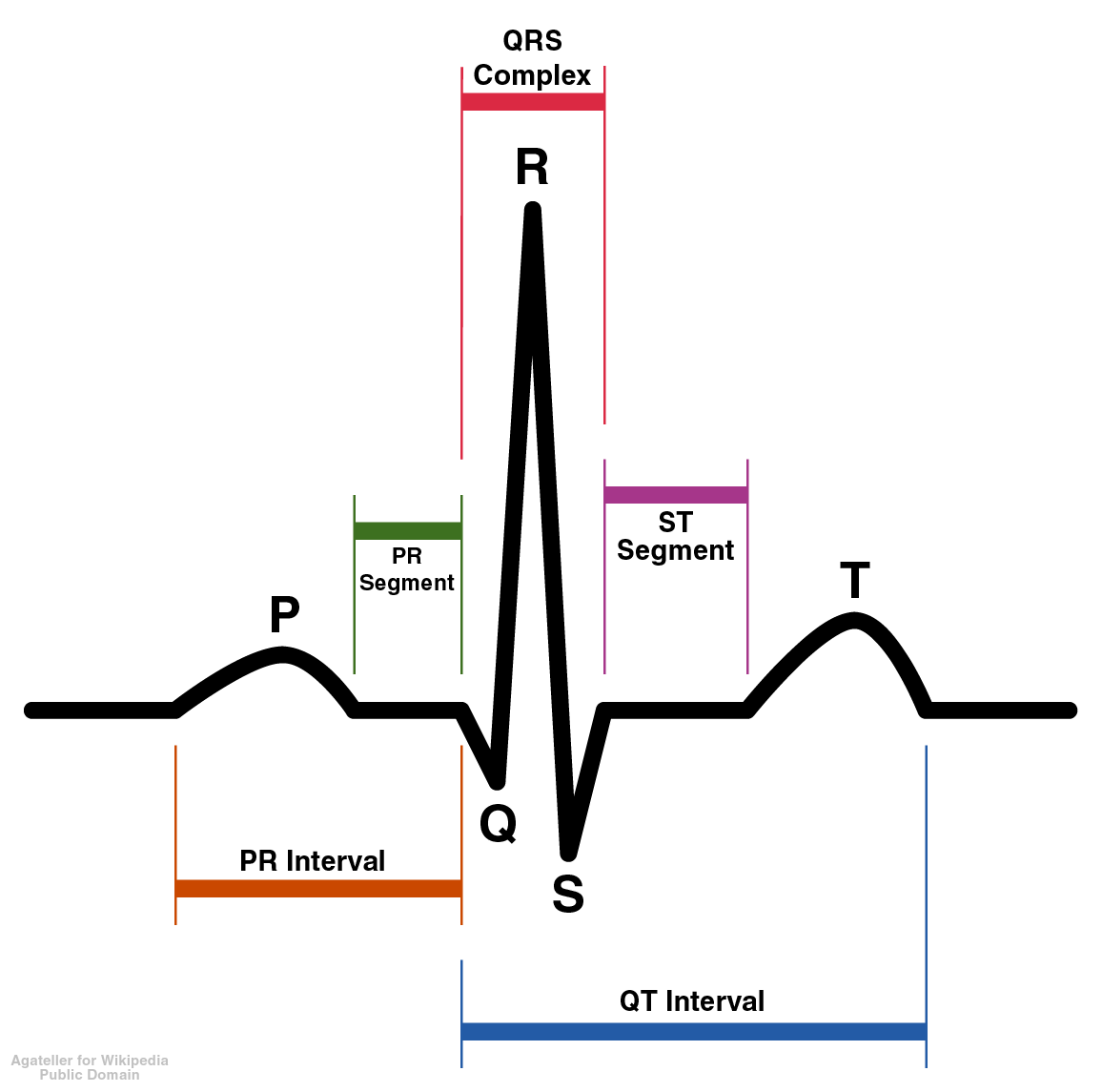
Schéma du rythme sinusal normal pour un cœur humain vu sur l'ECG.

L'ajmaline a tout d'abord été découverte pour sa capacité à prolonger la période réfractaire du cœur en bloquant les canaux sodiques des cellules myocardiques, mais il a également été noté que la molécule pouvait interférer avec les canaux potassiques-hERG (human Ether-a-go-go-Related Gene).
Dans les deux cas, l'ajmaline entraîne une élongation du potentiel d'action, ce qui conduit à une bradycardie : l'ajmaline augmente l'intervalle QR en raison de son action de blocage des canaux sodiques, ce qui provoque une dépolarisation plus lente de la membrane cellulaire. L'ajmaline augmente également l'intervalle RS en raison de son action de blocage des canaux potassiques-hERG, ce qui entraîne la repolarisation plus lente des cellules myocardiques car il est plus difficile au potassium de sortir en raison du manque de canaux libres. La dépolarisation plus lente accompagnée d'une repolarisation plus lente entraîne un allongement de l'intervalle QT (période réfractaire), témoin qu'il faut plus de temps pour le potentiel pour passer en dessous du potentiel-seuil pour que le potentiel d'action soit à nouveau possible. Même en présence d'un autre stimulus, le potentiel d'action ne peut être transmis avant une repolarisation complète. L'ajmaline entraîne une prolongation des potentiels d'actions, ce qui ralentit la conduction intra-cardiaque, ce qui ralentit les battements du cœur.

## Diagnostic du syndrome de Brugada
Le syndrome de Brugada est une maladie génétique résultant de mutations dans le gène codant les canaux sodiques des cellules myocardiques ((gène SCN5A). La maladie entraîne une fibrillation ventriculaire et potentiellement le décès de la personne qui en souffre. C'est une des causes principales du syndrome de la mort subite chez le jeune adulte sain.

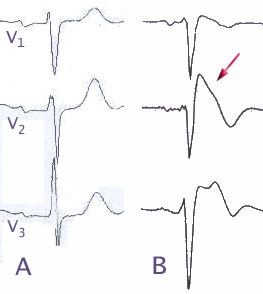
(A) patient normal, (B) patient souffrant d'un syndrome de Brugada. La flèche indique l'élévation caractéristique du segment ST.

Bien que le tracé caractéristique du syndrome de Brugada pourrait être vu sur un électrocardiogramme au repos, on observe souvent le tracé anormal soit après l'administration de drogues comme l'ajmaline ou la flécaïnide, soit en la présence de triggers encore indéterminés. L'ajmaline est utilisée par voie intraveineuse pour diagnostiquer le syndrome de Brugada, puisqu'ils affectent tous les deux les canaux sodiques : l'administration d'ajmaline à une personne souffrant d'un syndrome de Brugada provoque l'apparition d'un tracé caractéristique sur l'ECG, ou le segment ST est anormalement élevé au-dessus de la ligne de base. En raison des complications qui pourraient survenir pendant le test à l'ajmaline, l'injection par un infirmier spécialisé et la présence à proximité d'un défibrillateur sont des éléments indispensables.

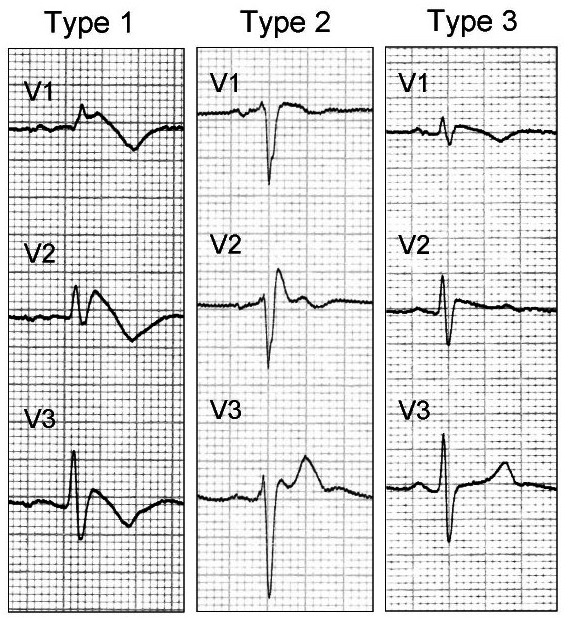
ECG d'un syndrome de Brugada montrant les 3 types d'élévation caractéristique du segment ST : (1) sus-décalage du segment ST en forme de dôme, (2) sus-décalage du segment ST en forme de selle de cheval, (3)même figure que le type 2 mais aplatie.

## Utilisation thérapeutique
L'ajmaline a été utilisée comme traitement du syndrome de Wolff-Parkinson-White, caractérisé par des arythmies avec contraction prématurée des ventricules, tachycardie et raccourcissement de la période réfractaire. L'ajmaline administrée à un patient souffrant d'un syndrome de Wolff-Parkinson-White allonge sa période réfractaire et contribue à la prévention de l'apparition de tachycardies.
L'ajmaline a également été utilisée en remplacement de la lidocaïne dans le traitement aigu des tachycardies ventriculaires : l'ajmaline a stoppé la tachycardie ventriculaire chez 10 patients sur 15 alors que la lidocaïne n'arrêtait la TV que chez 2 des 16 patients.

## Toxicité
- LDLo = 50 mg/kg (femme, oral)[2]
- LDLo = 53,125 mg/kg (enfant, oral)[2]
- TDLo = 32 mg/kg (homme, oral)[2]